# My Hero Academia
My Hero Academia (em japonês: 僕のヒーローアカデミア, Hepburn: Boku no Hīrō Akademia, que significa "A Minha Academia de Heróis") é uma série de manga escrita e ilustrada por Kōhei Horikoshi. Foi serializada na revista Weekly Shōnen Jump entre julho de 2014 e agosto de 2024, com os seus capítulos reunidos em 42 volumes tankōbon pela editora Shueisha. A série está licenciada e publicada no Brasil pela editora JBC e em Portugal pela Editora Devir.
A história segue Izuku Midoriya, um menino que nasceu sem individualidade (singularidade na versão portuguesa) em mundo que é normal tê-las, mas mesmo assim sonha em se tornar um super-herói.Cap. 1 Após ajudar o maior herói do mundo, que fica fraco depois de um tempo por causa de um ferimento, a capturar um vilão, este compartilha os seus poderes, o One for All, com Izuku depois de reconhecer o seu valor e o ajuda a se matricular em uma escola para heróis em formação (a U.A).Cap. 1, 2
O mangá foi adaptado em uma série de anime produzida pelo estúdio Bones; a primeira temporada foi ao ar entre 3 de abril e 26 de junho de 2016; a segunda temporada estreou em abril de 2017; a terceira temporada estreou em 7 de abril de 2018; a quarta temporada estreou em outubro de 2019 e quinta temporada está confirmada para 2021.
Em 8 de julho de 2019, o canal português Biggs estreou o anime.
Em 23 de dezembro de 2020, o canal brasileiro Loading anunciou a exibição do anime na TV para 13 de janeiro de 2021, sendo o primeiro canal de TV e TV aberta do Brasil a transmitir.

## Enredo
Ver também
Em um mundo onde 80% da população mundial possuem super poderes, o tímido estudante Izuku Midoriya teve a infelicidade de nascer sem poderes.Cap. 1 Grande fã do sorridente All Might, o herói conhecido como o símbolo da paz, Izuku, sofre com a frustração de saber que jamais terá uma individualidade especial para que possa se tornar, assim como seu grande ídolo, em um defensor dos fracos e oprimidos.
Mesmo sofrendo bullying por seus amigos de escola, como o arrogante Katsuki Bakugo, o garoto nunca abandonou o herói existente dentro de si. Gentil e generoso, ele está sempre pronto a ajudar quem precisa.
Porém, um inesperado encontro irá mudar o destino de Izuku. Destino esse que o levará a ingressar no tão sonhado colégio U.A., instituição para onde os grandes heróis vão estudar e treinar. A partir daí, as cortinas de uma fantástica aventura repleta de personagens cativantes e temerosos vilões se abrem para o jovem Midoriya.

## Mídias

### Mangás
My Hero Academia é uma série de mangá é escrita e ilustrada por Kōhei Horikoshi. E começou a ter os seus capítulos serializados na revista semanal Weekly Shōnen Jump em julho de 2014, com os capítulos da série sendo compilados e publicados pela editora Shueisha em volumes de formato tankōbon. No Brasil, o mangá é licenciado e publicado pela editora JBC desde outubro de 2016. Em Portugal, o mangá é publicado pela Editora Devir desde 26 de outubro de 2018.
Publicado no Japão em novembro de 2015, o spin-off Boku no Hero Academia Smash!! (僕のヒーローアカデミアすまっしゅ!!, Boku no Hīrō Akademia Sumasshu!!) apresenta em cada volume um conjunto de tirinhas cômicas com os personagens estilizados no formato reduzido chibi, finalizado com 5 volumes com cerca de 128 paginas cada. No Brasil, o mangá é licenciado e distribuído pela editora JBC.
Outro spin-off, Vigilante: Boku no Hero Academia Illegals (ヴィジランテ-僕のヒーローアカデミア ILLEGALS, Vijirante: Boku no Hīrō Akademia ILLEGALS) é um mangá lançado de forma quinzenal no Japão desde setembro de 2016, contando a história de um grupo de heróis sem licença, Vigilantes. No Brasil, o mangá é licenciado e distribuído pela editora JBC.
Revelada na edição da semana 14 de julho de 2019 na Weekly Shōnen Jump, o terceiro spin-off da franquia, Boku no Hero Academia: Team-Up Missions (僕のヒーローアカデミア チームアップミッション, Boku no Hīrō Akademia: Chīmu Appu Misshon) estreou em 25 de julho de 2019 na revista Jump Giga, as demais edições foram publicadas pela revista Saikyou Jump, a partir do dia 2 de agosto de 2019, ambas da editora Shueisha. Este mangá comemora os cinco anos da série principal.
Com o lançamento do filme Boku no Hero Academia THE MOVIE: Futari no Hero (僕のヒーローアカデミア THE MOVIE ～２人の英雄～, Boku no Hīrō Academia THE MOVIE: Futari no Hīrō), em maio de 2019 o mangá, canônico, desenvolvido por Yosuke Kuroda, foi publicado pela Homesha, subsidiaria da Shueisha, com o mesmo nome do longa.
O longa-metragem Heros Rising receberá também o seu mangá, intitulado Boku no Hero Academia Vol. Rising (僕のヒーローアカデミア Vol. Rising), limitado para 1 milhão de pessoas do Japão, que foi assistir nos cinemas o filme, contendo histórias originais desenhadas pelo Kohei Horikoshi.

#### Lista de Volumes
| N.º | Original               | Original          | Português               | Português         |
| N.º | Data de lançamento     | ISBN              | Data de lançamento      | ISBN              |
| --- | ---------------------- | ----------------- | ----------------------- | ----------------- |
| 1   | 4 de novembro de 2014  | 978-4-08-880264-0 | outubro de 2016         | 978-85-457-0195-8 |
| 2   | 5 de janeiro de 2015   | 978-4-08-880297-8 | dezembro de 2016        | 978-85-457-0221-4 |
| 3   | 3 de abril de 2015     | 978-4-08-880335-7 | fevereiro de 2017       | 978-85-457-0246-7 |
| 4   | 4 de junho de 2015     | 978-4-08-880420-0 | abril de 2017           | 978-85-457-0276-4 |
| 5   | 4 de agosto de 2015    | 978-4-08-880449-1 | julho de 2017           | 978-85-457-0299-3 |
| 6   | 4 de novembro de 2015  | 978-4-08-880488-0 | setembro de 2017        | 978-85-457-0318-1 |
| 7   | 4 de fevereiro de 2016 | 978-4-08-880607-5 | novembro de 2017        | 978-85-457-0336-5 |
| 8   | 4 de abril de 2016     | 978-4-08-880654-9 | janeiro de 2018         | 978-85-457-0392-1 |
| 9   | 3 de junho de 2016     | 978-4-08-880689-1 | março de 2018           | 978-85-457-0393-8 |
| 10  | 2 de setembro de 2016  | 978-4-08-880779-9 | junho de 2018           | 978-85-457-0725-7 |
| 11  | 4 de novembro de 2016  | 978-4-08-880809-3 | agosto de 2018          | 978-85-457-0735-6 |
| 12  | 3 de fevereiro de 2017 | 978-4-08-881004-1 | dezembro de 2018        | 978-85-457-0748-6 |
| 13  | 4 de abril de 2017     | 978-4-08-881049-2 | janeiro de 2019         | 978-85-457-0969-5 |
| 14  | 2 de junho de 2017     | 978-4-08-881175-8 | janeiro de 2019         | 978-85-457-0968-8 |
| 15  | 4 de setembro de 2017  | 978-4-08-881202-1 | janeiro de 2019         | 978-85-457-0967-1 |
| 16  | 2 de novembro de 2017  | 978-4-08-881221-2 | janeiro de 2019         | 978-85-457-0966-4 |
| 17  | 2 de fevereiro de 2018 | 978-4-08-881320-2 | abril de 2019           | 978-85-457-1056-1 |
| 18  | 4 de abril de 2018     | 978-4-08-881380-6 | abril de 2019           | 978-85-457-1057-8 |
| 19  | 4 de julho de 2018     | 978-4-08-881512-1 | abril de 2019           | 978-85-457-1058-5 |
| 20  | 4 de setembro de 2018  | 978-4-08-881566-4 | abril de 2019           | 978-85-457-1059-2 |
| 21  | 4 de dezembro de 2018  | 978-4-08-881624-1 | 29 de agosto de 2019    | 978-85-457-1190-2 |
| 22  | 4 de fevereiro de 2019 | 978-4-08-881723-1 | 29 de agosto de 2019    | 978-85-457-1191-9 |
| 23  | 2 de maio de 2019      | 978-4-08-881797-2 | 27 de noviembre de 2019 | 978-85-457-1296-1 |
| 24  | 2 de agosto de 2019    | 978-4-08-881880-1 | 27 de noviembre de 2019 | 978-85-457-1297-8 |
| 25  | 4 de dezembro de 2019  | 978-4-08-882074-3 | 27 de noviembre de 2020 | 978-65-5594-009-1 |
| 26  | 4 de março de 2020     | 978-4-08-882225-9 | 27 de noviembre de 2020 | 978-65-5594-008-4 |
| 27  | 3 de julho de 2020     | 978-4-08-882332-4 | 28 de abril de 2021     | 978-65-5594-075-6 |
| 28  | 4 de setembro de 2020  | 978-4-08-882378-2 | 28 de abril de 2021     | 978-65-5594-076-3 |
| 29  | 4 de janeiro de 2021   | 978-4-08-882474-1 | 9 de novembro de 2021   | 978-65-5594-219-4 |
| 30  | 2 de abril de 2021     | 978-4-08-882590-8 | 9 de novembro de 2021   | 978-65-5594-220-0 |
| 31  | 4 de agosto de 2021    | 978-4-08-882729-2 | 31 de maio de 2022      | 978-65-5594-293-4 |
| 32  | 4 de outubro de 2021   | 978-4-08-882788-9 | 31 de maio de 2022      | 978-65-5594-294-1 |
| 33  | 4 de fevereiro de 2022 | 978-4-08-882846-6 | 31 de maio de 2023      | 978-65-5594-445-7 |
| 34  | 2 de maio de 2022      | 978-4-08-883066-7 | 2 de junho de 2023      | 978-65-5594-446-4 |
| 35  | 4 de julho de 2022     | 978-4-08-883161-9 | 29 de junho de 2023     | 978-65-5594-458-7 |
| 36  | 4 de outubro de 2022   | 978-4-08-883261-6 | 25 de agosto de 2023    | 978-65-5594-493-8 |
| 37  | 3 de fevereiro de 2023 | 978-4-08-883428-3 | 27 de setembro de 2023  | 978-65-5594-494-5 |
| 38  | 2 de junho de 2023     | 978-4-08-883553-2 | 9 de fevereiro de 2024  | 978-65-5594-579-9 |
| 39  | 2 de novembro de 2023  | 978-4-08-883662-1 | 25 de julho de 2024     | 978-65-5594-661-1 |
| 40  | 4 de abril de 2024     | 978-4-08-884007-9 | —                       | —                 |
| 41  | 2 de agosto de 2024    | 978-4-08-884169-4 | —                       | —                 |
| 42  | 4 de dezembro de 2024  | 978-4-08-884349-0 | —                       | —                 |

### Anime
Em 29 de outubro de 2015, o twitter oficial da série anunciou que My Hero Academia iria receber uma adaptação em uma série de anime produzida pelo estúdio Bones. Com o anime anunciado, TOHO Group registrou o nome do domínio "heroaca.com" como o site do anime. O anime é dirigido por Kenji Nagasaki, escrito por Yōsuke Kuroda, e o desenho dos personagens por Yoshikiko Umakoshi e a música composta por Yuki Hayashi. A primeira temporada estreou na MBS e outras estações de televisão da Japan News Network no Japão.
A segunda temporada do anime foi anunciada na 30.ª edição da revista Weekly Shōnen Jump de 2016. Estreou em 1 de abril de 2017 nos canais NTV e YTV.
Revelado pela capa do mangá e spin-off da franquia, "Vigilante: Boku no Hero Academia Illegals" a terceira temporada do anime foi estreada no dia 7 de abril de 2018, com a mesma equipe de produção da primeira e segunda temporada. Segundo a plataforma de streaming de animes, Crunchyroll, em 2018 a terceira temporada do anime foi o título mais visto na maioria dos países da América do Sul.
A quarta temporada do anime, anunciado em seu site oficial teve sua estreia no, Japão, dia 12 de outubro de 2019.
Anunciada na 18.ª edição da revista Weekly Shōnen Jump em abril de 2020, e no final do episódio 88 do anime, a quinta temporada do anime foi anunciada com mesmo elenco e equipe, para abril de 2021.
No Brasil, o anime está no catálogo da Funimation Brasil junto com lançamento da plataforma a 18 de novembro de 2020, com dublagem em português brasileiro, e é exibido desde 13 de janeiro de 2021 na Loading.
Em Portugal, o anime é exibido no Biggs, desde o dia 8 de julho de 2019, com dobragem portuguesa. Em 1 de dezembro de 2020, passou a ser disponível no catálogo da Netflix.
Em ambos os países somente a quarta temporada está disponível, legendado, na Crunchyroll.

### Light Novels
A primeira light novel da franquia, intitulada Boku no Hero Academia: UA Hakusho (僕のヒーローアカデミア 雄英白書, Boku no Hīrō Akademia Yūei Hakusho), foi publicada em 4 de abril de 2016, atualmente tem 4 volumes distribuídos com cerca de 250 páginas cada. A história se passa após os eventos do "arco assassino de heróis", explorando as interações dos alunos durante o ano letivo. Até o momento não há previsão de publicação nos países lusófonas.

### Jogos
Um jogo eletrônico chamado Boku no Hero Academia: Battle for All (僕のヒーローアカデミア バトル・フォー・オール, Boku no Hīrō Akademia Batoru Fō Ōru), baseado no anime foi anunciado em novembro de 2015. O jogo foi desenvolvido pela Bandai Namco Studios e publicado pela Bandai Namco Entertainment para o Nintendo 3DS. Foi lançado somente para o Japão em 19 de maio de 2016.
Além de Battle for All, Boku no Hero Academia: One's Justice (僕のヒーローアカデミア One's Justice, Boku no Hīrō Akademia Wanzu Jasutisu) é um jogo de luta em 3D baseado nas duas primeiras temporadas do anime, lançado em 23 de agosto de 2018 no Japão e em 26 de outubro do mesmo ano no ocidente. Desenvolvido pela Byking em parceria com a Bandai Namco para PC, PlayStation 4, Nintendo Switch e Xbox One, é o primeiro jogo da franquia a sair para consoles de mesa.
Em 3 de outubro de 2019 a Bandai Namco Entertainment em seu canal do YouTube revelou a continuação de One's Justice, chamado One's Justice 2 lançado em 12 de março de 2020 para todo o mundo.
Além desses jogos, os personagens Izuku Midoriya, All Might, Katsuki Bakugo e Shoto Todoroki estão presente no jogo Jump Force, um jogo de luta com alguns dos personagens da Shonen Jump, e em um crossover no battle royale Fortnite, a partir de 16 de dezembro de 2022.

### Filmes

#### Futari no Hero
O primeiro longa-metragem da franquia intitulado Boku no Hero Academia THE MOVIE: Futari no Hero (僕のヒーローアカデミア THE MOVIE ～２人の英雄～, Boku no Hīrō Academia THE MOVIE: Futari no Hīrō) e como My Hero Academia: Two Heroes no ocidente, sua história canônica situa-se entre a segunda e terceira temporada do anime, estreando nos Estados Unidos lançando durante a Anime Expo em 5 de julho de 2018, e no cinemas japoneses no dia 3 de agosto de 2018, arrecadando 1,6 bilhões de ienes, o longa recebeu sua versão para DVD e Blu-ray no Japão em 13 de fevereiro de 2019.
O filme chegou aos cinemas brasileiros através da Sato Company, dublado, pelo estúdio Unidub, e legendado em português brasileiro, intitulada primeiramente de Academia de Heróis: Dois Heróis mas voltando para My Hero Academia: 2 Heróis, tendo sua estreia, com sessões limitadas, nos dias 8 a 21 de agosto de 2019. No total, em 188 sessões, o longa obteve o lucro pelo país de 324 mil reais, e com o público total de 18.623 ingressos vendidos, durante a primeira semana da sua estreia.
Em Portugal, o filme estreou inicialmente na versão original com legendagem portuguesa em 25 de março de 2022 no canal Biggs e, mais tarde, em 10 de junho de 2022, estreou na versão dobrada em português europeu no mesmo canal.

#### Heroes: Rising
O segundo longa-metragem da franquia, intitulada Boku no Hero Academia: The Movie – HEROES: RISING (僕のヒーローアカデミア THE MOVIE ヒーローズ：ライジング, Boku no Hīrō Akademia  THE MOVIE Hīrōzu: Raijingu), foi confirmado durante a Anime Japan 2019, sua história canônica, manterá a mesma equipe de produção do anime e terá Kohei Horikoshi responsável pelos designs e supervisão do filme. Sua estreia, revelada por um pôster da revista Weekly Shōnen Jump, para os cinemas japoneses foi no dia 20 de dezembro de 2019. A versão de DVD e Bluray serão lançadas em 15 de julho de 2020, no Japão.
O filme iria chegar aos cinemas portugueses no dia 19 de março de 2020, através da Big Picture Films, sendo intitulada de My Hero Academia: A Ascensão dos Heróis, mas devido a pandemia da COVID-19 seu lançamento foi adiado sem data definida. Mais tarde, definiu-se uma nova data definida para a estreia do filme no dia 10 de setembro de 2020.
No Brasil a distribuição ficou, novamente, com a Sato Company, com a previsão para 14 de outubro mas estreando no dia 15 de outubro de 2020. Mantendo o mesmo elenco de dubladores principais do primeiro filme, e com algumas vozes inéditas, dublado, desta vez, no estúdio Dublavídeo e sendo lançado diretamente para os mesmos serviços de streaming do primeiro longa.

#### Live-Action
A produtora Legendary Pictures está trabalhando em um filme live-action americano baseado no mangá, sem previsão de data para estreia.

## Recepção

### Popularidade
A história tem sido observada por ter inspirações de elementos tiradas em histórias em quadrinhos de super-heróis, tais como a estética de seus personagens, devido à popularidade da série, personagens de My Hero Academia foram usados para promover o filme da Marvel Studios Avengers: Infinity War. Antes da estreia da adaptação em anime, o mangaká Masashi Kishimoto elogiou o trabalho de Kōhei Horikoshi, acreditando que seria um sucesso no exterior; Horikoshi, por sua parte, citou a série de Kishimoto Naruto como principal fonte de inspiração.
Segundo a plataforma de streaming de animes, Crunchyroll, em 2018 a terceira temporada do anime foi o título mais visto na maioria dos países da América do Sul.

#### Vendas
O volume 1 alcançou o 7.º lugar no gráfico semanal de vendas de mangás da Oricon com 71.575 cópias vendidas. A primeira impressão do mangá fora do Japão esgotou rapidamente. O volume 2 alcançou o sexto lugar com 167.531 cópias e, em 18 de janeiro de 2015, vendeu 205.179 cópias. A partir de março de 2017, havia mais de 10 milhões de cópias de My Hero Academia em circulação. Em agosto de 2018, o mangá tinha mais de 16 milhões de cópias impressas. Em dezembro de 2018, o mangá tinha mais de 20 milhões de cópias impressas. Em dezembro de 2019, o mangá tinha mais de 26 milhões de cópias impressas. My Hero Academia foi o 6.º mangá mais vendido em 2019. Em 2019, My Hero Academia ocupou a 37.ª posição na 19.ª lista "Livro do Ano" da revista Da Vinci.

#### Indicações e Prêmios
O mangá foi nomeado para o 36.º Manga Taishō.
No Crunchyroll Anime Awards 2016 Izuku "Deku" Midoriya, venceu a categoria de herói do ano, no mesmo evento o anime foi indicado para vilão do ano (Tomura Shigaraki), best boy (Izuku "Deku" Midoriya), best girl (Ochako Uraraka), melhor cena de luta (Deku vs. Kacchan Ep. 7) e melhor anime de ação.
No Crunchyroll Anime Awards 2017 Ochako Uraraka, venceu a categoria best girl, Shoto Todoroki como best boy, Stain como melhor vilão, Izuku "Deku" Midoriya, novamente como de herói do ano, e em geral o anime venceu como melhor gênero de ação e tema de abertura (Kenshi Yonezu - Peace Sign (ピースサイン)). No mesmo evento Tsuyu Asui concorreu também a best girl, e a animação foi indicado ao anime do ano.
No Crunchyroll Anime Awards 2018/19 o anime em sua terceira temporada teve como vencedores nas categorias best boy (Izuku Midoriya), melhor antagonista (All For One), e melhor filme (Boku no Hero Academia THE MOVIE: Futari no Hero), também Christopher Sabat dublador inglês do All Might conquistou o premio de melhor dublador/a (Inglês).
No Crunchyroll Anime Awards 2020 a quarta temporada foi indicado a categoria de melhor antagonista, Overhaul, mas perdeu para Isabella de Yakusoku no Neverland.

### Críticas
Nick Creamer, da Anime News Network, classificou o primeiro volume como nota B. Creamer considerou que a série usa a fórmula clássica de outras séries da Weekly Shōnen Jump , mas destacou sua arte, descrevendo-a como "detalhada, angular e tremendamente consistente" e elogiou a forma como a história aplica "autoconsciência" aos clássicos tropos de super-heróis. Ele chamou a história de "absolutamente profissional" e concluiu; "Não vai te surpreender, e até agora os personagens não estão exatamente saltando das páginas, mas é rápido, divertido e bem desenhado. É um trabalho maduro de um profissional que claramente conhece seu ofício."
Barnes & Noble listou My Hero Academia em sua lista de "Nossos mangás favoritos de 2018".
Alex Osborn do IGN deu pontos positivos para a série de anime, dizendo: "A primeira temporada de My Hero Academia oferece treze episódios de uma ação fantástica, elevada por uma história sincera que está envolvida em torno de um elenco central de personagens memoráveis e relacionáveis." Osborn passou a afirmar que os vilões eram subdesenvolvidos.

### Banimento
No início de 2020, a série causou polêmica nos países da Coréia do Sul e China por causa do nome de um personagem que supostamente referência a Unidade 731, uma unidade secreta do exército imperial japonês que fazia experimentos químicos e biológicos em chineses, coreanos e russos capturados durante a segunda guerra. Em resposta, o mangá foi removido das plataformas digitais na China, e o nome do personagem foi alterado.

### Mangá
- «My Hero Academia» (em japonês). na revista Weekly Shōnen Jump
- «My Hero Academia». na editora JBC
- My Hero Academia (manga) (mangá) na enciclopédia do Anime News Network (em inglês)
- «My Hero Academia Smash!!». na editora JBC
- «VIGILANTE: MY HERO ACADEMIA ILLEGALS». na editora JBC
- My Hero Academia: Vigilantes (manga) (mangá) na enciclopédia do Anime News Network (em inglês)

### Anime
- «Site oficial do anime» (em japonês)
- «My Hero Academia» (em inglês). facebook oficial
- «僕のヒーローアカデミア "ヒロアカ"アニメ公式 - @heroaca_anime» (em japonês). twitter oficial (anime)
- «My Hero Academia - @MHAOfficial» (em inglês). twitter oficial (anime)
- «「僕のヒーローアカデミア」公式 - heroaca_insta» (em japonês). Instagram oficial
- «My Hero Academia - plusultra» (em inglês). Instagram oficial
- My Hero Academia (TV) (anime) na enciclopédia do Anime News Network (em inglês)
- My Hero Academia (TV 2) (anime) na enciclopédia do Anime News Network (em inglês)
- My Hero Academia (TV 3) (anime) na enciclopédia do Anime News Network (em inglês)
- My Hero Academia (TV 4) (anime) na enciclopédia do Anime News Network (em inglês)

Streaming;
- «My Hero Academia - Boku No Hero». na Crunchyroll
- «My Hero Academia». na Funimation
- «My Hero Academia». na Netflix
- «My Hero Academia». no Prime Video

### Filmes
- «Site oficial dos longas-metragens» (em japonês)
- «Sites dos longas-metragens» (em inglês). na Funimation
- «『僕のヒーローアカデミア THE MOVIE』公式 - @heroaca_movie» (em japonês). twitter oficial (longas)
- My Hero Academia: Two Heroes (movie) (filme) na enciclopédia do Anime News Network (em inglês)
- My Hero Academia the Movie -Heroes: Rising- (filme) na enciclopédia do Anime News Network (em inglês)
- My Hero Academia - You're Next (Filme)

Streaming;
- «My Hero Academia: 2 Heróis - O Filme». na Telecine
- «My Hero Academia: O Filme - Ascensão dos Heróis». no Looke
- «My Hero Academia: 2 Heróis». no Now Online
- «My Hero Academia: O Filme - Ascensão dos Heróis». no Now Online
- «My Hero Academia: 2 Heróis». no Vivo Play
- «My Hero Academia: O Filme - Ascensão dos Heróis». no Vivo Play
- «My Hero Academia: Two Heroes». na Netflix
- «My Hero Academia: Two Heroes». no Amazon
- «My Hero Academia: Heroes Rising». no Amazon
- «My Hero Academia: 2 Heróis». no YouTube e Play Store
- «My Hero Academia: Two Heroes». na apple TV e iTunes